# Васильки (Амурская область)
Васильки — упразднённое село в Ромненском районе Амурской области России. На момент упразднения входило в состав Ромненского сельсовета. Исключено из учётных данных в 2001 году.

## География
Село располагалось на левом берегу реки Чирга, на расстоянии примерно 10 километров (по прямой) к западу от села Ромны.

## История
Село основано в 1908 году. По данным на 1916 год деревня Васильки состояла из 79 дворов (население составляло 311 человек) и входила в состав Тарбогатайской волости 4 стана Амурского уезда Амурской области.
По данным 1926 года в Васильках имелось 88 хозяйств (85 крестьянского типа и 3 прочих) и проживало 455 человек (236 мужчин и 219 женщин). В национальном составе населения преобладали украинцы. В административном отношении входили в состав Святоруссовского сельсовета Александровского района Амурского округа Дальневосточного края.
Законом Амурской области от 6 июня 2001 года № 6-ОЗ село Васильки исключено из учётных данных